# Labyrinthe de Hampton Court

Le labyrinthe de Hampton Court, avec le trajet pour parvenir à son centre.

Le labyrinthe de Hampton Court est un labyrinthe végétal de fantaisie construit pour Guillaume III d'Orange sur les terres de son palais de Hampton Court. 
Le labyrinthe, de forme trapézoïdale, est créé par George London et Henry Wise à la fin du XVIIe siècle pour la distraction du roi. C'est le plus ancien labyrinthe végétal d'Angleterre. Ses parois sont constituées de plants d'if. Toutefois, il est probable que la plantation initiale ait été constituée de charmes. Il occupe un espace environ 1 200 m2 et ses allées s'étendent sur près de 800 m entre des haies d'une hauteur de 2 m.
L'objectif est de trouver le centre du labyrinthe, ce qui peut prendre une vingtaine de minutes. 
Plusieurs auteurs ont évoqué le labyrinthe de Hampton Court dans leurs écrits, comme Daniel Defoe [réf. nécessaire] ou encore Jerome K. Jerome dans Trois hommes dans un bateau au chapitre 6. Dans ce roman, un des personnages principaux, Harris, tente de guider un groupe de personnes égarées vers la sortie.